# Washington Redskins 1995
La stagione 1995 dei Washington Redskins è stata la 64ª della franchigia nella National Football League e la 59ª a Washington. La squadra raddoppiò il numero di vittorie dell'anno precedente salendo a un record di 6-10 ma mancò l'accesso ai playoff per il terzo anno consecutivo.

## Roster
| Roster dei Washington Redskins nel 1995 |
| --- |
| Quarterback - 12 Gus Frerotte - 10 Trent Green - 5 Heath Shuler Running Back - 21 Terry Allen - 36 William Bell - 40 Reggie Brooks - 20 Marc Logan FB - 30 Brian Mitchell Wide Receiver - 85 Henry Ellard - 16 Jeff Query - 86 Leslie Shepherd - 80 Olanda Truitt - 82 Michael Westbrook - 83 Tydus Winans Tight End - 84 Jamie Asher - 87 Coleman Bell - 89 Scott Galbraith - 88 James Jenkins Offensive Linemen - 65 Ray Brown G - 63 John Gesek G - 77 Tre' Johnson G - 79 Jim Lachey T - 71 Ron Lewis G - 64 Trevor Matich C - 68 Joe Patton T - 52 Cory Raymer C - 76 Ed Simmons T Defensive Linemen - 72 Romeo Bandison DT - 93 Marc Boutte DT - 90 Terry Crews DE - 95 William Gaines DT - 78 Tim Johnson DT - 92 Dexter Nottage DE - 97 Sterling Palmer DE - 98 Tony Woods DE Linebacker - 50 Darrick Brownlow - 56 Dion Foxx - 53 Marvcus Patton - 57 Ken Harvey - 99 Rod Stephens - 91 Matt Vanderbeek Defensive Back - 25 Tom Carter CB - 28 Darrell Green CB - 38 Darryl Morrison FS - 31 Darryl Pounds - 24 Stanley Richard FS - 27 Keith Taylor SS - 29 Scott Turner - 37 James Washington SS Special Team - 2 Eddie Murray K - 1 Matt Turk P |
| Legenda - I rookie sono in corsivo. - Il primo ruolo è il principale mentre gli eventuali successivi indicano i ruoli secondari. - (IR) sta per Injured Reserve ed indica la lista ristretta per un solo giocatore infortunato che può tornare ad allenarsi dopo la settimana 6 e a rientrare in prima squadra dopo che questa ha giocato 8 partite. - (NF-Inj.) / (NF-Ill.) stanno rispettivamente per Non-Football Injured e Non-Football Illness ed indicano le liste dove viene inserito un giocatore che ha un infortunio o una malattia non dipendente dal football americano. - (PUP) sta per Physically Unable to Perform ed indica la lista dove viene inserito un giocatore mentre è in attesa di recuperare la condizione fisica. Nella stagione regolare dopo la sesta partita giocata dalla propria squadra, il giocatore ha tempo tre settimane per riprendere ad allenarsi, più tre settimane aggiuntive dal suo rientro agli allenamenti per rientrare in prima squadra. |

## Calendario
| Stagione regolare |                    |                         |                    |                    |
| Turno             | Data               | Avversario              | Risultato          | Pubblico           |
| 1                 | 3 settembre 1995   | Arizona Cardinals       | V 27–7             | 52,731             |
| 2                 | 10 settembre 1995  | Oakland Raiders         | S 20–8             | 54,548             |
| 3                 | 17 settembre 1995  | at Denver Broncos       | S 38–31            | 71,930             |
| 4                 | 24 settembre 1995  | at Tampa Bay Buccaneers | S 14–6             | 49,234             |
| 5                 | 1 ottobre 1995     | Dallas Cowboys          | V 27–23            | 55,489             |
| 6                 | 8 ottobre 1995     | at Philadelphia Eagles  | S 37–34            | 65,498             |
| 7                 | 15 ottobre 1995    | at Arizona Cardinals    | S 24–20            | 42,370             |
| 8                 | 22 ottobre 1995    | Detroit Lions           | V 36–30            | 52,332             |
| 9                 | 29 ottobre 1995    | New York Giants         | S 24–15            | 53,310             |
| 10                | 5 dicembre 1995    | at Kansas City Chiefs   | S 24–3             | 77,821             |
| 11                | Settimana di pausa | Settimana di pausa      | Settimana di pausa | Settimana di pausa |
| 12                | 19 novembre 1995   | Seattle Seahawks        | S 27–20            | 51,298             |
| 13                | 26 novembre 1995   | Philadelphia Eagles     | S 14–7             | 50,539             |
| 14                | 3 dicembre 1995    | at Dallas Cowboys       | V 24–17            | 64,866             |
| 15                | 10 dicembre 1995   | at New York Giants      | S 20–13            | 48,247             |
| 16                | 17 dicembre 1995   | at St. Louis Rams       | V 35–23            | 63,760             |
| 17                | 24 dicembre 1995   | Carolina Panthers       | V 20–17            | 42,903             |

## Classifiche
| NFC East                |    |    |   |      |     |     |     |
|                         | V  | S  | P | %    | PF  | PS  | STR |
| (1) Dallas Cowboys      | 12 | 4  | 0 | .750 | 435 | 291 | V2  |
| (4) Philadelphia Eagles | 10 | 6  | 0 | .625 | 318 | 338 | S1  |
| Washington Redskins     | 6  | 10 | 0 | .375 | 326 | 359 | V2  |
| New York Giants         | 5  | 11 | 0 | .313 | 290 | 340 | S2  |
| Arizona Cardinals       | 4  | 12 | 0 | .250 | 275 | 422 | S4  |